# Fritz Apel
Fritz Apel (* 18. Februar 1925; † 22. März 2010) war ein deutscher Fußballspieler. Der Stürmer bestritt von 1947 bis 1957 für die Vereine SV Arminia Hannover und VfL Wolfsburg 199 Spiele in der Oberliga Nord und erzielte dabei 117 Tore.

## Laufbahn

### Arminia Hannover, 1947 bis 1955
Nach dem Zweiten Weltkrieg entwickelte sich Arminia Hannover, die „blauen Jungs“ aus Bischofshol, zu einer weiteren Anlaufstelle für Berliner Spieler. Neben Torhüter Werner Grabitz und Außenläufer Clemens Heyduck fand auch der Angriffsspieler Fritz „Bollo“ Apel über die Stationen Germania Halberstadt, SG Babelsberg und SG Zehlendorf den Weg in die niedersächsische Metropole.
Ab der Saison 1948/49 – Trainer war Georg Knöpfle und der spätere „Weltmeister“ Josef Posipal verstärkte die Arminenmannschaft – kam „Bollo“ Apel in sieben Runden immer über zehn Tore pro Runde, und das bei einer Mannschaft, die nicht zu den Spitzenteams im Norden zählte. Als der Hamburger SV am 23. Oktober 1949 mit dem Ex-Arminen Posipal im Stadion am Bischofsholer Damm vor 8.000 Zuschauern antrat, das Spiel endete torlos 0:0, setzten sich die beiden Abwehrreihen erfolgreich gegen die gegnerischen Sturmformationen durch. Im ersten Wettbewerb des Länderpokals nach dem Zweiten Weltkrieg, 1949/50, ist noch die komplette Elite des deutschen Fußballs am Start. Die Vertragsfußballer der Oberligavereine und die Verbände der Ostzone nehmen daran teil. „Bollo“ Apel stürmt in der Niedersachsenauswahl in der Zwischenrunde gegen Südwürttemberg und beim Halbfinalspiel am 22. Januar 1950 in München gegen Bayern an der Seite der Osnabrücker Gehmlich, Haferkamp und Vetter. Bayern zieht mit einem 6:2-Erfolg in das Finale ein, wo sich die Mannen um Streitle und Schade auch gegen die Pfalz durchsetzen. In der Runde 1950/51 übertraf Angreifer Apel erstmals die 20er-Marke und kam in 30 Ligaspielen auf 21 Treffer. Trainer Harald Reinhardt vertraute auf die leistungsstarke Läuferreihe mit Kurt Scheibe, Robert Pluta und Clemens Heyduck und im Angriff auf die Torschützen Apel und Robert Bertram. Trotzdem kamen die „Blauen“ nur auf den 13. Rang. „Bollo“ belegte aber in der Nord-Torschützenliste hinter dem Rekordmann Herbert Wojtkowiak mit 40 Toren, „Addi“ Vetter (30), Günter Schlegel (28), Edmund Adamkiewicz (26) und Karl-Heinz Preuße (23) gemeinsam mit Werner Kruppa (21) den sechsten Rang. Der HSV gewann die Meisterschaft mit dem Torverhältnis von 113:54 Toren (mit Wojtkowiak, Adamkiewicz und Rohrberg), vor dem Vizemeister St. Pauli (Kruppa), der wie der Tabellenvierte VfL Osnabrück (Vetter) mit 84 Toren die meisten Treffer nach dem HSV im Norden erzielen konnte. Arminias Torausbeute von 63 Treffern führte durch die erhaltenen 69 zu der Endplatzierung im hinteren Mittelfeld. In dieser Runde gelangen „Bollo“ Apel in den drei Spielen gegen Altona 93, Eintracht Osnabrück und SV Itzehoe jeweils drei Treffer.
Im Jahr der Fußball-Weltmeisterschaft 1954 in der Schweiz, 1953/54, errang Apel mit 21 Treffern die Torschützenkrone in der Oberliga Nord. Er teilte sich mit Werner Heitkamp vom Vizemeister St. Pauli diesen Ehrenplatz. Mit Trainer Paul Bornefeld und dem weiteren Arminia-Torschützen Justus Eccarius (16) stellten die Bischofsholer mit 78 Treffern dazu noch die beste Offensive im Norden und kamen auf dem sechsten Rang ein. Diese Erfolge verblassten aber durch die gleichzeitige Nordmeisterschaft der „Roten“ von Hannover 96 und deren Titelgewinn in der Endrunde am 23. Mai 1954 in Hamburg durch einen 5:1-Erfolg gegen den 1. FC Kaiserslautern. In die Runde war Arminia mit 9:1 Punkten gestartet und erlitt ausgerechnet im Lokalderby am 20. September 1953 gegen 96 vor 30.000 Zuschauern mit 1:3 Toren die erste Niederlage. In der Rückrunde – 23. Spieltag, den 7. Februar 1954 – brachte „Bollo“ mit seinem Treffer in der 56. Minute seine Arminen mit 1:0 in Führung, der zukünftige Meister schaffte aber noch ein 1:1-Remis. Beim 4:3-Erfolg gegen den Harburger TB zeichnete sich Apel als vierfacher Torschütze aus. Ausgerechnet gegen den norddeutschen Serienmeister Hamburger SV gelang Arminia am 25. Spieltag mit einem 10:2-Heimerfolg am 20. Februar 1954 das denkwürdigste Oberligaergebnis. „Bollo“ schockte dabei am schneebedeckten Bischofsholer Damm bereits in der ersten Minute mit seinem Führungstreffer zum 1:0 die HSV-Abwehr um Horst Schnoor, Fritz Laband und Jupp Posipal. Vor 10.000 Zuschauern spielten sich die „Blauen“ in einen regelrechten Rausch und demontierten die Willi-Schröder-Geschädigten (Abzug von vier Punkten) Hamburger mit 10:2 Toren. „Bollo“ traf auch noch ein zweites Mal in das HSV-Tor. Ob nur die „Sambaschuhe“ der Arminen zu den in normalen „Kickstiefeln“ angetretenen Knöpfle-Schützlingen diesen deutlichen Unterschied auf der glitschigen Schneeoberfläche bewirkten oder auch die internen Zerwürfnisse beim HSV eine wesentliche Rolle gespielt haben, ändert letztlich nichts an dem Kantersieg der Arminen. In der Folgerunde 1954/55 bestätigte Apel mit 18 Treffern nochmals seine Torgefährlichkeit. Arminia kann mit 24 Punkten und dem Torverhältnis von 50:60 Toren gegenüber von 23:37 Punkten des Bremer SV die Klasse erhalten und belegt punktgleich mit Göttingen und Wolfsburg den 12. Rang im Abschlussklassement. Nach 179 Oberligaspielen mit 114 Toren zieht es den 30-Jährigen im Sommer 1955 zum VfL Wolfsburg.

### Laufbahnende
In der Autostadt kann „Bollo“ Apel seine Leistungsstärke aus der Arminenzeit nicht mehr einbringen und kehrt nach zwei Runden mit 20 weiteren Oberligaspielen und drei Toren zu dem 1957 in die Amateuroberliga Niedersachsen, Staffel West abgestiegenen SV Arminia zurück und ist dort in späteren Jahren auch noch als Jugendtrainer der „Blauen“ tätig.